# St. Peter und Paul (Obernau)

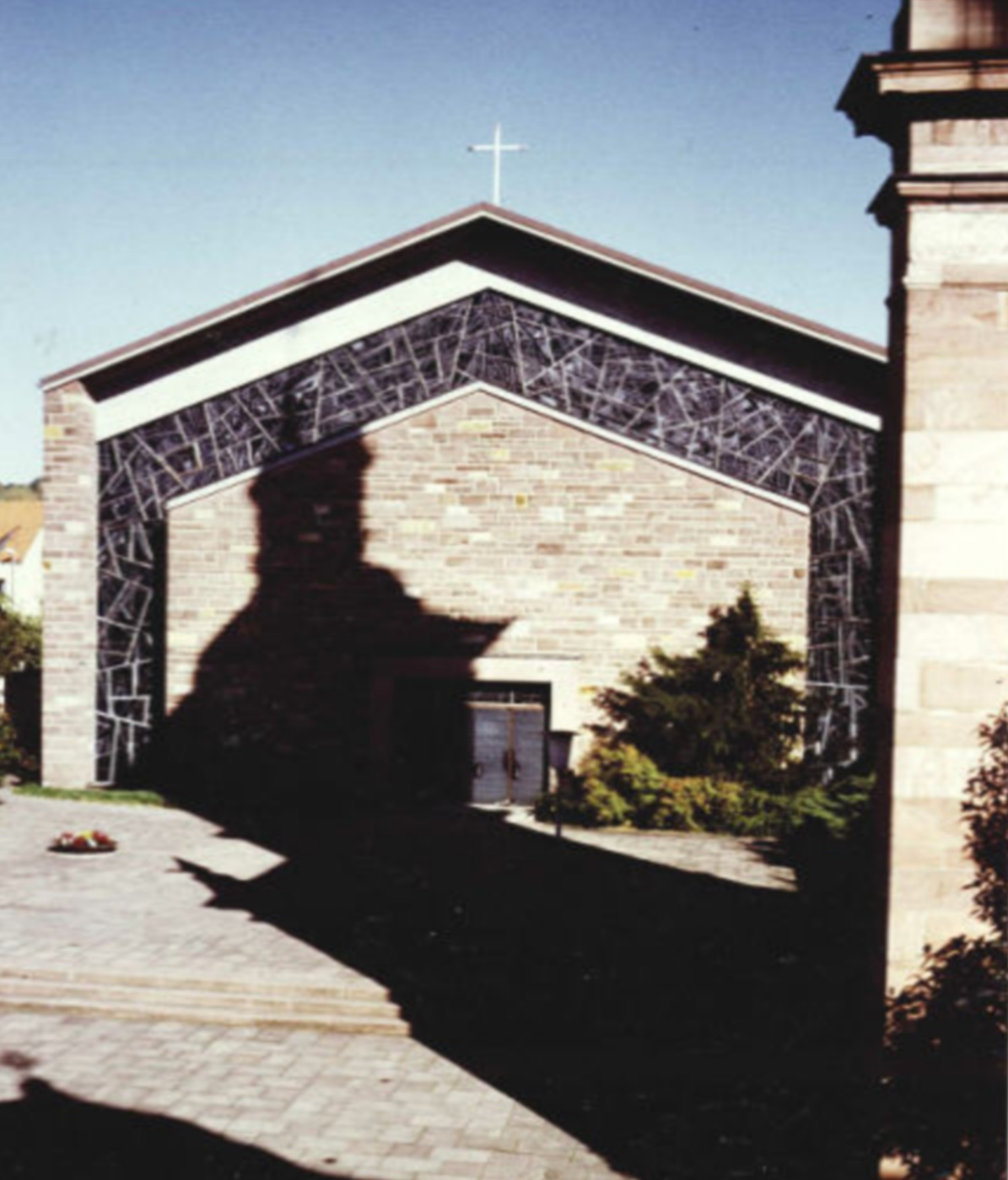
St. Peter und Paul in Obernau, Portal von 1962 mit dem Schatten des Kirchturms von 1792

St. Peter und Paul ist eine 1960–1962 errichtete katholische Pfarrkirche im Aschaffenburger Stadtteil Obernau.

## Geschichte
In der Urkunde vom 29. Januar 1283 wird eine Kapelle, 1656 in einer Kirchenrechnung St. Peter ad Vincula, innerhalb des Friedhofs genannt, die Mutterkirche ist St. Margaretha auf dem Felde („parrochiam in Ruchil(n)heim“) in Ruchelnheim in der Nähe des Sulzbacher Bahnhofs. 1787 wurde Ruchelnheim aufgelöst, Obernau und Sulzbach wurden eigenständige Pfarreien. Sulzbach erhielt das Patrozinium St. Margaretha und Obernau St. Peter und Paul. Pfarrer Philipp Eustach Cammer erbaute 1792 für Obernau eine neue Pfarrkirche; sie brannte in der Nacht vom 2. auf den 3. November 1942 völlig aus – aber nicht Kriegseinwirkungen, sondern ein Kurzschluss in der elektrischen Anlage führte zu diesem Unglück. Erst 1960 war Baubeginn für die heutige Kirche, die am 6. Mai 1962 von Bischof Josef Stangl geweiht wurde.

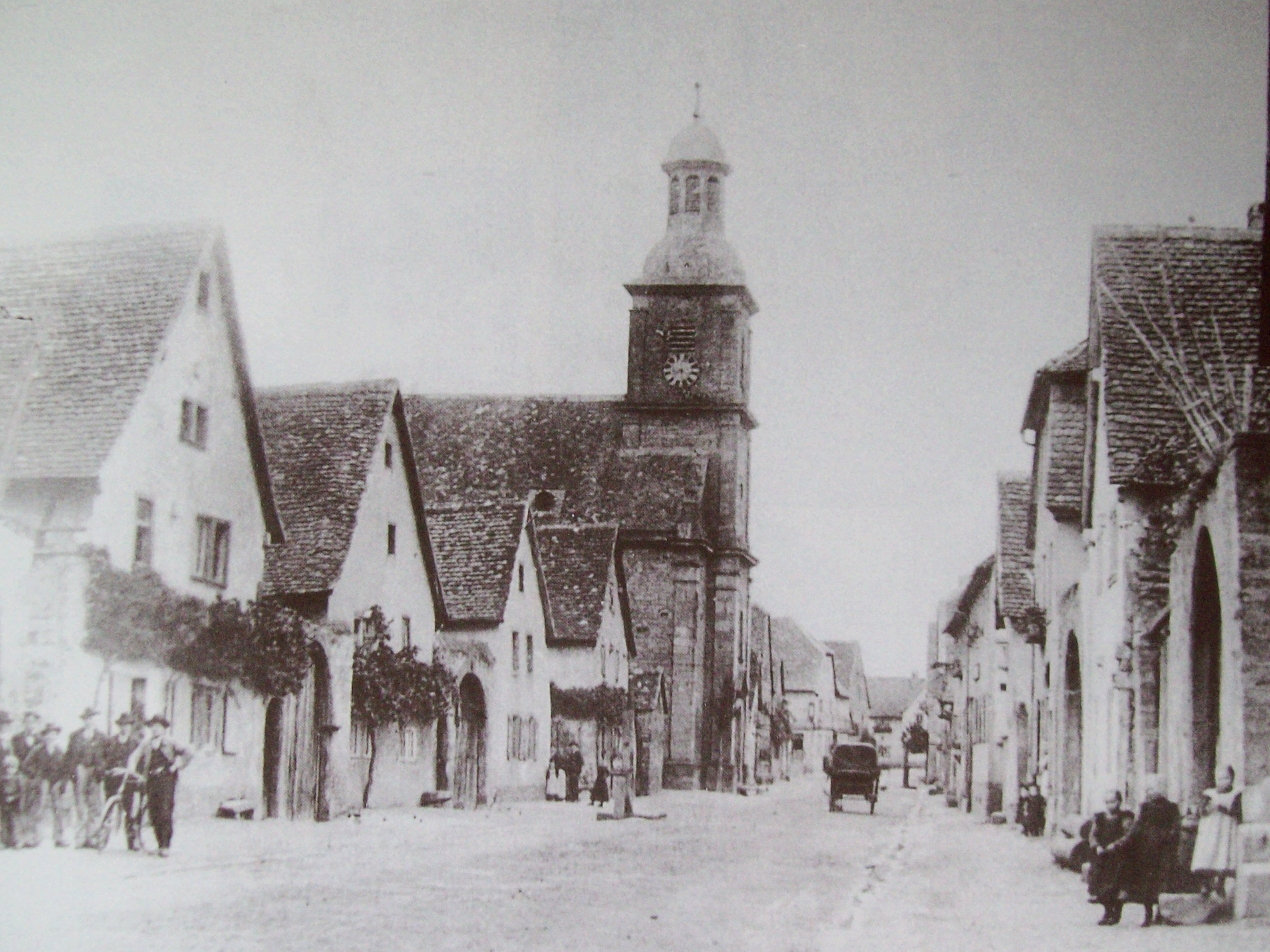
Dorfansicht um 1900

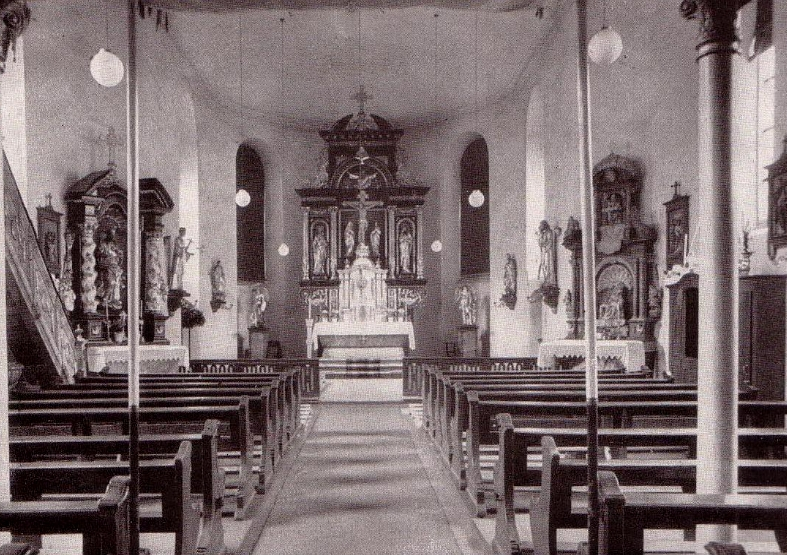
Altar von 1882

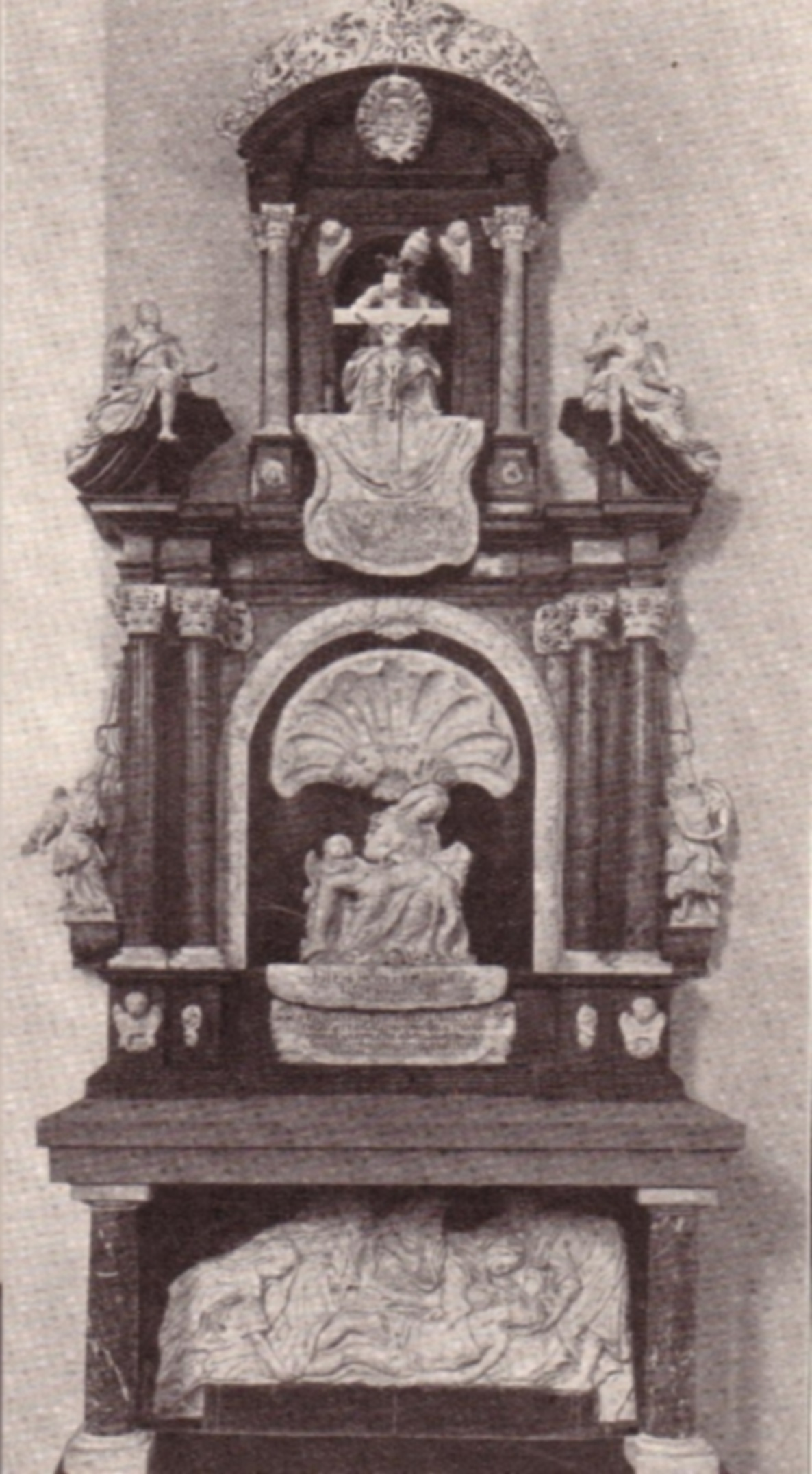
Alabasteraltar

## Kirche von 1792
Nach der Grundsteinlegung (Urkunde vom 25. Juli 1792) erstellte der Aschaffenburger Baumeister Jodokus Hospes ein Kirchengebäude, das ca. 30 m lang, ca. 10 m breit und ca. 10 m hoch war. Es besaß einen wenig eingezogenen Chor, das Langhaus hatte drei Fensterachsen und eine Spiegeldecke mit Hohlkehle. Der Turm an der Westseite in der Mittelachse sprang zur Hälfte in das Schiff ein, war dreigeschossig und ca. 22,5 m hoch, erreichte mit einer Flachkuppel mit Laterne und Kreuz eine Gesamthöhe von ca. 30 m. Über dem Westportal mit geradem Sturz war ein Dreiecksgiebel angeordnet; im Sturz ist die Jahreszahl MDCCLXXXXII (1792) vermerkt. Ein Weihedatum ist nicht verzeichnet, mit dem Fronleichnamstag (31. Mai) 1792 wurde mit provisorischem Altar der erste Gottesdienst in der Kirche gefeiert. Der Hochaltar, neubarock im Aufbau, wurde 1794 von dem in Aschaffenburg ansässigen Bildhauer Heinrich Höchstätter geschaffen. 1882 wurde ein neuer Hochaltar im Renaissance-Stil aufgestellt, er kam aus der Werkstatt des Bildhauers Fidelis Schäfer (Hechingen). In seiner Mitte befand sich eine geschnitzte Kreuzigungsgruppe (Christus am Kreuz, Maria und Johannes), rechts und links zwischen Säulen mit den Kirchenpatronen Petrus und Paulus, über dem Kreuz Gottvater mit ausgebreiteten Armen, darüber die Taube, das Symbol des hl. Geistes. Der Tabernakel stammte vom alten Hochaltar und wurde von dem Würzburger Goldschmied Josef Amberg restauriert. Aus der Grabkapelle des Würzburger Doms kam der linke Seitenaltar, zwischen den gedrehten und mit Weinlaub umrankten Säulen und gebrochenem Giebel standen wechselnde Holzfiguren (Unbefleckte Empfängnis, Herz Mariä, Herz Jesu, Christkönig). Der rechte Seitenaltar, eine stattliche Barockanlage aus schwarzem Marmor mit Alabasterfiguren, gestiftet 1702 von Kapitular-Kanoniker am Stift St. Peter und Alexander, Johann Philipp Enderes, Pfarrer für St. Agatha kam von dort. Unter der Mensa im Relief war die Grablegung Christi dargestellt. Im Altaraufsatz standen zwei Säulen mit Giebelstücken, in der Mitte in einer Rundbogennische eine Vespergruppe. Im Aufzug zwischen zwei kleineren Säulen war ein Gnadenstuhl dargestellt; im von Akanthus bekrönten Segmentgiebel das Wappen des Stifters. Am Altar rechts und links sowie auf den Giebelstücken standen klagende Engelsfiguren. Unter der Vespergruppe ist eine Inschrift angebracht. Der Künstler ist nicht bekannt, im Dom zu Mainz stehen ähnliche Grabmäler aus der Zeit.
In der Nacht vom 2. auf den 3. November 1942 brannte die Pfarrkirche St. Peter und Paul aus. Sie wurde zunächst ohne Turmhelm provisorisch wiederaufgebaut und am 19. Dezember 1943 benediziert. Am 26. Juni 1962 wurden das Langhaus und der Chor zur Errichtung des neuen Kirchenbaus abgebrochen.
In der Nische des verbliebenen Turmes der Kirche wurde zum 200. Jubiläum 1992 eine Schutzmantelmadonna des Würzburger Bildhauers Helmut Weber aufgestellt.

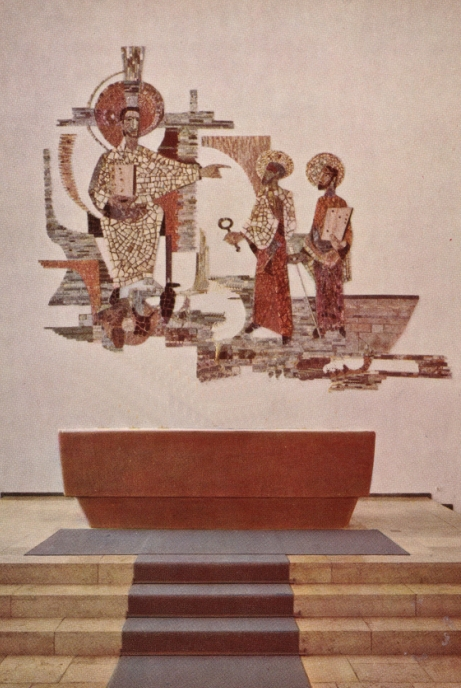
Altar mit Mosaik (Christus mit den Kirchenpatronen)

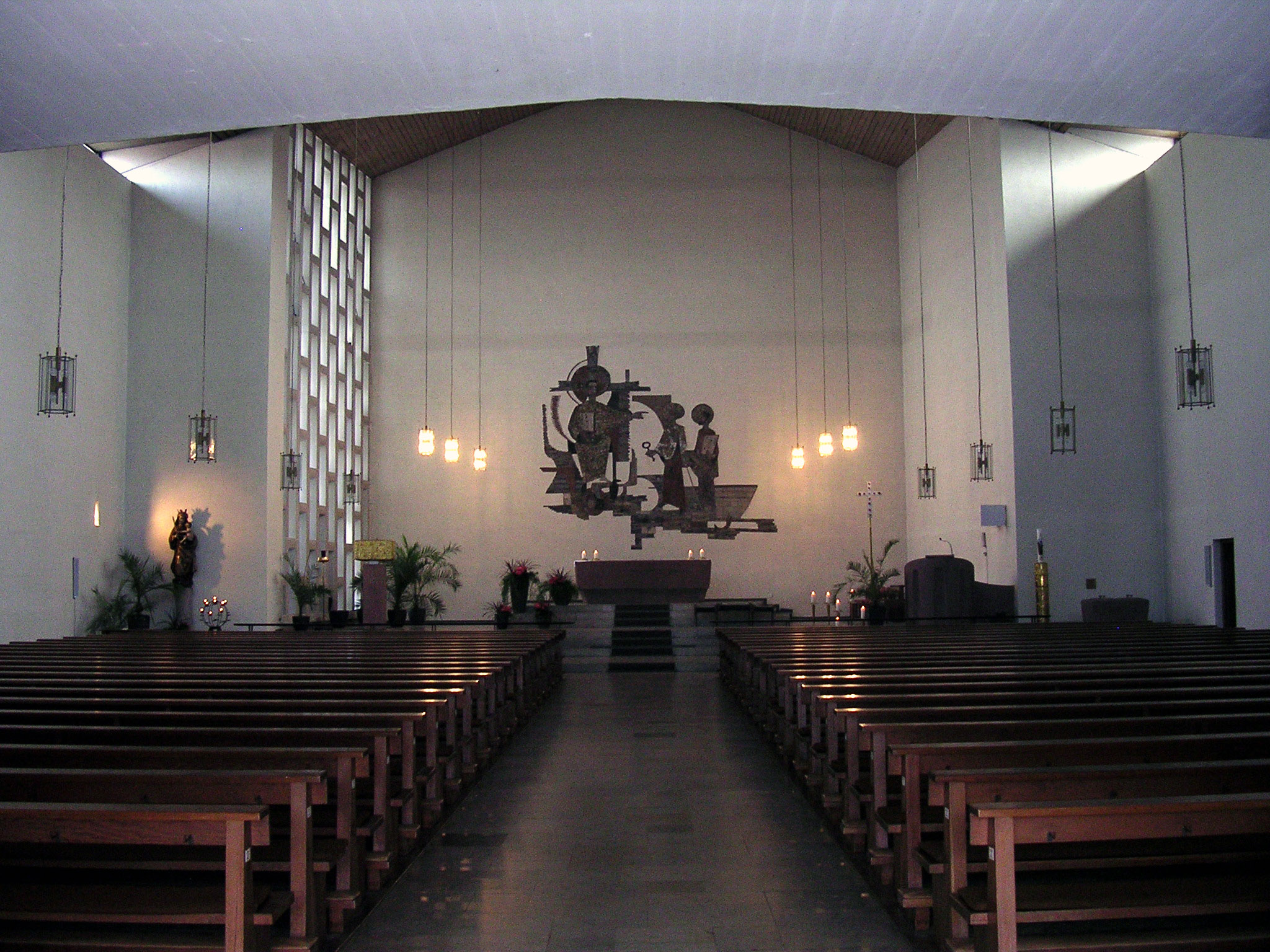
Innenansicht

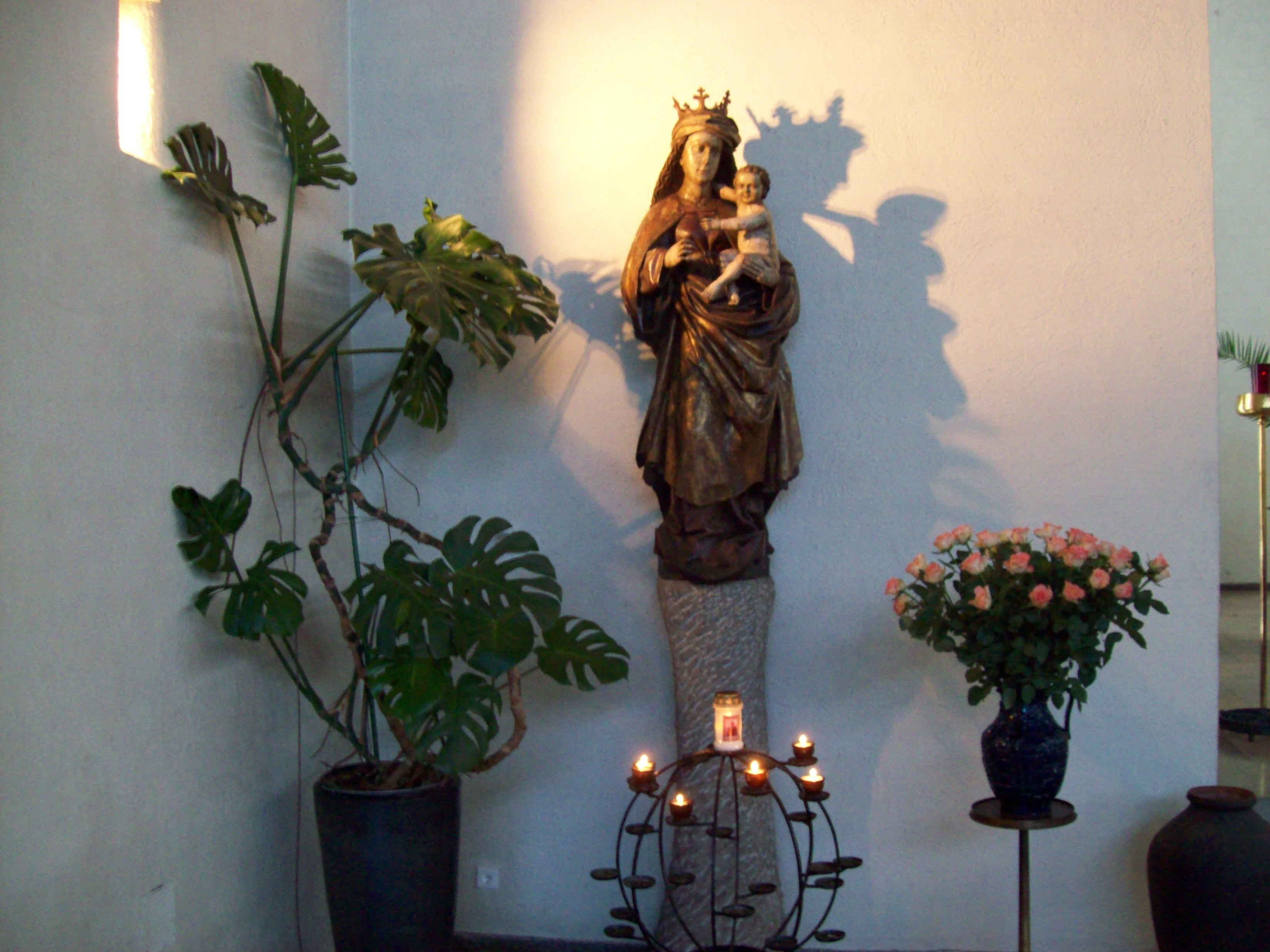
Madonna mit Kind, um 1490

## Kirche von 1962
Nach Plänen des Architekturbüros Goldhammer und Schmitt (Aschaffenburg) entstand ein Kirchenbau aus vor Ort gegossenen Spannbetonbindern und mit behauenem Sandstein ausgefüllt, in einer Länge von 40 m und einer Breite von 21,5 m und einer Höhe von 14,2 m. Der Chor ist eingezogen, über die große Fensterwand kommt Tageslicht in den Altarraum, ins Kirchenschiff über ein Lichtband an der Decke. Der Grundstein vom 6. November 1960 wurde in die Rückwand des Altars eingemauert. Direkt an den Spannbetonbindern ist die Holzdecke aus Schwarzwaldfichte aufgehängt.
Der 200 Zentner schwere Altarblock sowie Kanzel und Taufbecken sind aus heimischen Sandstein gehauen; die Apostelleuchter wurden aus den abgeschlagenen Bruchstücken gefertigt. Der Tabernakel, das Kreuz sowie die Leuchter stammen aus der Goldschmiede von Münsterschwarzach und wurden dort von Goldschmiedemeister Bruder Adelmar Dölger, einem gebürtigen Obernauer, gestaltet. Zunächst waren sie auf dem Altartisch angeordnet, wurden aber später nach Maßgaben des Zweiten Vatikanischen Konzils im Chor aufgestellt. Das Mosaikaltarbild – Christus mit Petrus und Paulus – wurde von Schwester Michaela Kroemer CPS (Neuenbeken) geschaffen.
Das große Giebelfenster auf der Westseite schuf Hannes Neuner, Dozent an der Staatlichen Akademie der Bildenden Künste Stuttgart, ein gebürtiger Aschaffenburger, der nach dem Kriege einige Jahre in Obernau wohnte. Neuner schreibt über sein Kunstwerk: „Wir versuchten dem erhabenen Kirchenraum die Freude des farbigen Lichts zu geben und über die Dynamik des Formgewebes eine Atmosphäre des Geborgenseins und damit die Bereitschaft zum Gespräch mit Gott zu schaffen.“ Besonders schön malen sich die Reflexe auf Wände und Fußboden am Nachmittag eines Sonnentages.
Maria als Königin der Apostel, eine um 1490 entstandene Holzplastik, steht vor der Wand, die die Apostelleuchter trägt. Auf der gegenüberliegenden Seite an der Empore beginnt der Kreuzweg, eine Kupfertreibarbeit nach Entwurf der Aschaffenburger Künstler Helmut Albert und Willibald Blum, ausgeführt von Theo Schneider; 14 Stationen werden durch eine Mosaikumrahmung zu einem Bild (Weg) zusammengefügt. Hier ist auch der Eingang zur Rosenkranzkapelle, einem Raum der Stille; Tageslicht kommt hier nur über kleine ovale Fenster, verborgen hinter einer Ornamentsteinwand. An der Stirnseite hängt ein großes goldenes Kreuz, das in seinen Enden auf vergoldeten Emailplatten die Rosenkranzgeheimnisse darstellt: oben der „freudenreiche Rosenkranz“, in den beiden Armen der „schmerzhafte Rosenkranz“ mit dem Gekreuzigten in der Mitte und unten der „glorreiche Rosenkranz“ – ein Werk des Frankfurter Goldschmiedmeisters Albert Welker, das in enger Zusammenarbeit mit Bruder Adelmar entstand.

## Glocken
Im 30 m hohen Turm aus dem Jahre 1792 läuten seit dem 24. Dezember 1950 vier Glocken, die von der Glockengießerei Albert Junker in Brilon gegossen wurden.
- Glocke 1: Dreifaltigkeitsglocke mit dem Ton f1, 128 cm Durchmesser, 1250 kg, mit der Umschrift BENEDICTA SIT SANCTA TRINITATIS – geweiht der Heiligsten Dreifaltigkeit
- Glocke 2: Marienglocke mit dem Ton as1, 106 cm, 710 kg, mit der Umschrift AVE MARIA – Gegrüßet seist du Maria
- Glocke 3: mit dem Ton b1, 93 cm, 490 kg, mit der Umschrift VIVENTIS DEFUNCTIS – den Lebenden und den Toten
- Glocke 4: Kirchenpatrone mit dem Ton c2, 84 cm, 350 kg, mit der Umschrift SANCTE PETRE ET PAULE ET MARGARETA  ORATE PRO NOBIS - Hl. Petrus und Paulus und Margareta, bittet für uns[9]

## Orgel

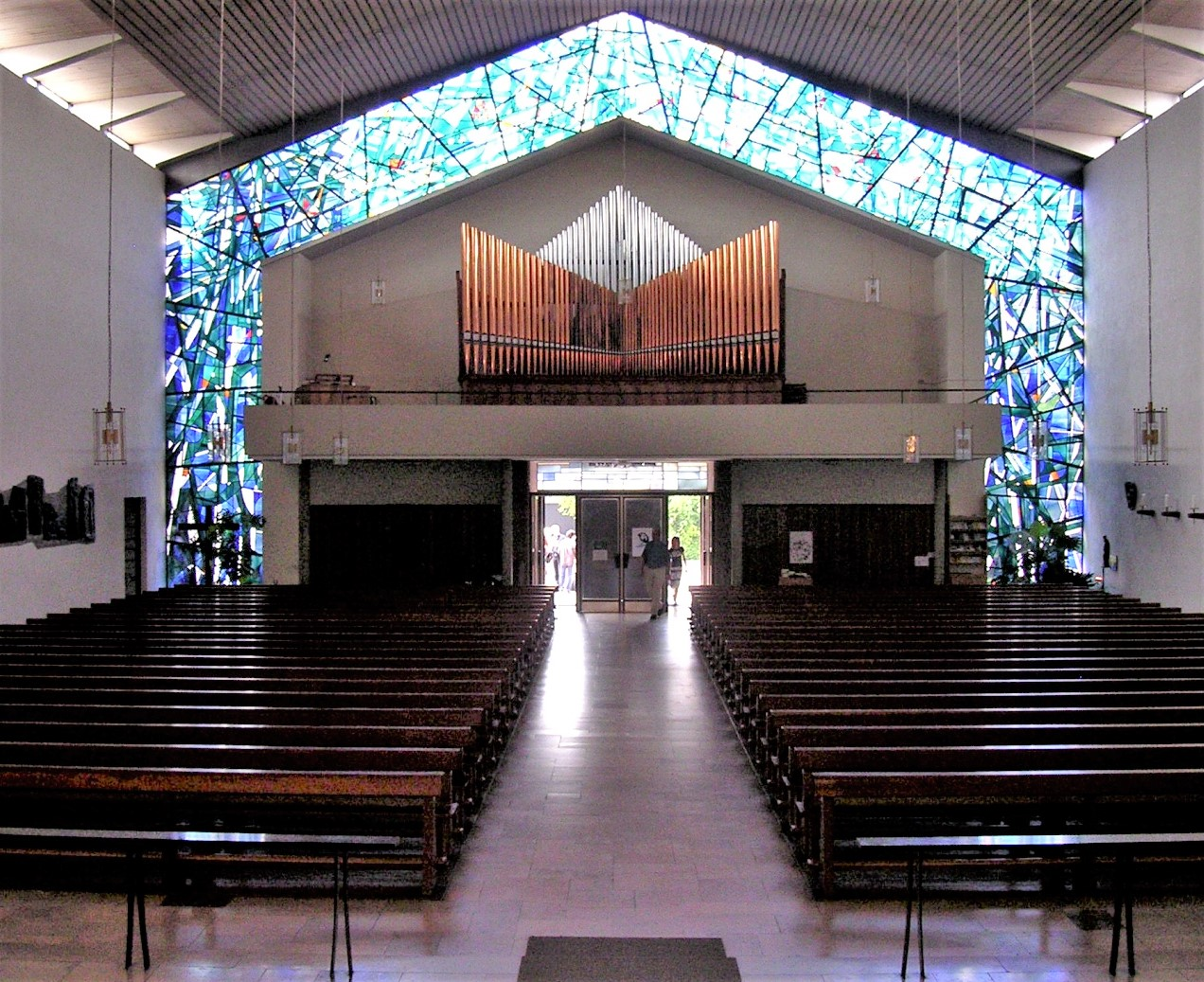
Orgelempore vor dem Giebelfenster von Hannes Neuner

Auf der Empore steht eine Orgel aus der Werkstatt Gebrüder Hindelang in Ebenhofen im Allgäu mit der Opuszahl 281 aus dem Jahre 1962, sie hat folgende Disposition:
| I Hauptwerk |              |       |
| 1.          | Principal    | 8′    |
| 2.          | Rohrflöte    | 8′    |
| 3.          | Gemshorn     | 8′    |
| 4.          | Octave       | 4′    |
| 5.          | Kleingedackt | 4′    |
| 6.          | Quinte       | 2 ⁄3′ |
| 7.          | Schwegel     | 2′    |
| 8.          | Mixtur V     | 1 ⁄3′ |
| 9.          | Trompete     | 8′    |

| II Oberwerk |            |       |
| 10.         | Gedackt    | 8′    |
| 11.         | Salicional | 8′    |
| 12.         | Principal  | 4′    |
| 13.         | Blockflöte | 4′    |
| 14.         | Nachthorn  | 2′    |
| 15.         | Octave     | 1′    |
| 16.         | Nasat      | 1 ⁄3′ |
| 17.         | Zimbel III | 1′    |
| 18.         | Krummhorn  | 8′    |

| Pedal |              |       |
| 19.   | Principalbaß | 16′   |
| 20.   | Subbaß       | 16′   |
| 21.   | Oktavbaß     | 8′    |
| 22.   | Pommerbaß    | 8′    |
| 23.   | Choralbaß    | 4′    |
| 24.   | Rauschbaß    | 2 ⁄3′ |
| 25.   | Posaune      | 16′   |

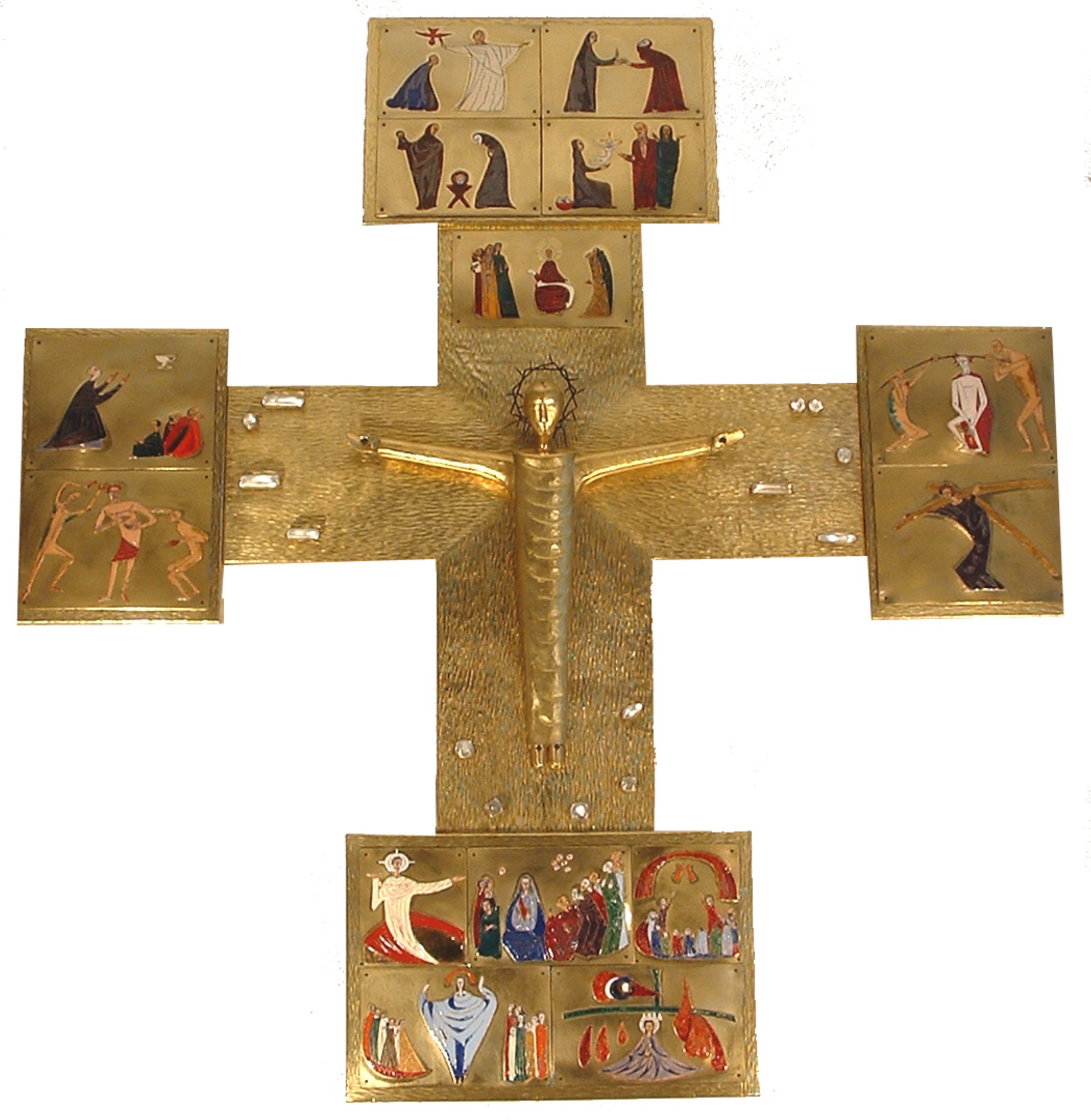
Rosenkranzkapelle

Kegelladen, elektrische Traktur, Normalkoppeln.

## Bedeutende Organisten
1. Siegfried Söder (bis 2002)
2. Manuel Kelber-Bender (ab 2002)
3. Alexander Dürr (ab 2005)